# ميلانويدين
الميلانويدينات هي بوليميرات طبيعية داكنة اللون مرتفعة الوزن الجزيئي تتشكل عندما تتفاعل السكريات والأحماض الأمينية عبر تفاعل ميلارد عند درجات حرارة مرتفعة وبوجود نشاط مائي منخفض.
تشتق التسمية من اللغة الإغريقية من كلمة ميلاس والتي تعني أسود أو داكن، وهو نفس الجذر الذي تشتق منه تسمية ميلانين؛ ومن كلمة إيدوس التي تعني شبيه أو مثيل؛ ومن اللاحقة إين المستخدمة في الكيمياء الحيوية لتسمية بوليميرات عضوية أخرى مثل اليروتين أو الكيراتين.
اكتشفت هذه المركبات من العالم شميديبرغ Schmiedeberg في سنة 1897، وهي شائعة الانتشار في الأغذية الخاضعة لعملية اسمرار غير إنزيمي. وتخضع هذه المركبات إلى أيض واستقلاب داخل الجسم بواسطة النبيت الجرثومي المعوي. تعد القهوة واحدة من المصادر الرئيسية لمركبات الميلانويدينات في غذاء الإنسان.